# Apogon robinsi
Apogon robinsi es una especie de pez de la familia de los apogónidos en el orden de los perciformes.

## Morfología
Los machos pueden llegar a alcanzar los 10,1 cm de longitud total.

## Distribución geográfica
Se encuentran en las Bahamas, las Islas Caimán, Cuba y Belice.